# 阮名芳
阮名芳（越南语：／；？—1751年）是越南後黎朝末期北河農民起義的首領之一。
阮名芳是山西鎮安樂縣（今永福省永安市）人氏。1740年參加山西鎮的一個農民起義軍，反抗鄭主的統治。後來起義軍被征西大將軍武佐理鎮壓，阮名芳率餘部逃往三島山。阮名芳派部下耕田積穀，以發展實力，另一方面向鄭主表示投降。當時，黃公質、阮有求在東南起義，鄭楹便准許了他的投降。
1744年，阮名芳率一萬餘人攻取了越池，進犯白鶴縣地界，為山西督率文廷億所敗，退保清泠村（位於今太原省平川縣）。他建大營於玉佩山、中營於香粳、外營於鬱岐，自稱「順天啟運大人」（越南语：／），建立宮殿，設置百官，其勢力據有宣光一帶，當地人都向他繳納賦稅，稱他為僻郡爺（quận Hẻo）。
1750年，鄭楹率大軍親征，從太原道前去討伐，攻破其外營鬱岐。鄭軍在中營香粳遭到起義軍的頑強抵抗，鄭將阮潘親自衝鋒，攻破香粳，隨後乘勝追擊攻取了玉佩山大營。阮名芳逃往獨尊山，在立石縣凈練村為官軍所獲，押往昇龍斬首。

## 相關人物
- 黃公質
- 阮有求
- 黎維